# Ūkio bankas

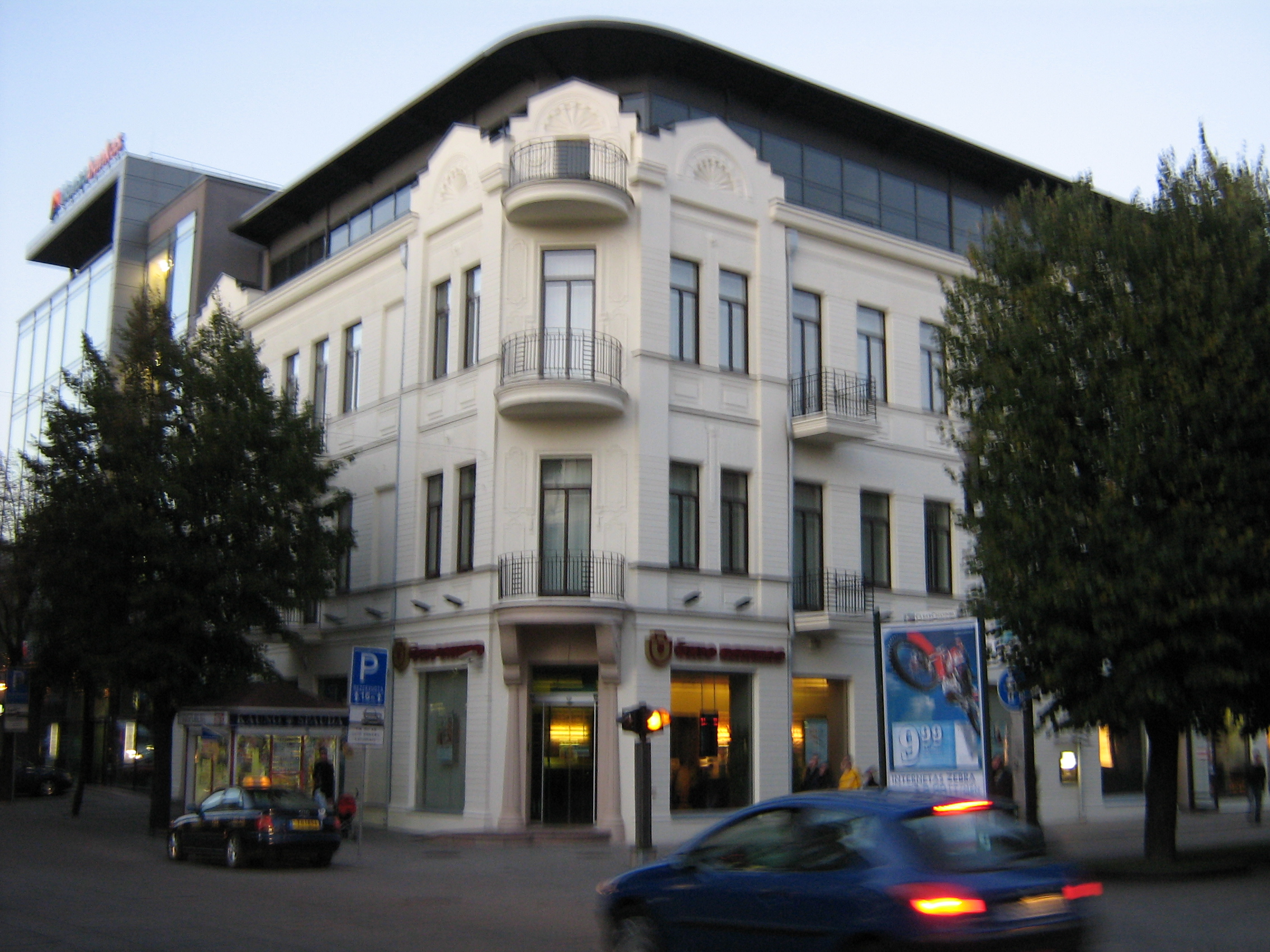
Sucursal de Ūkio Bankas en Laisvės Alėja, Kaunas.

Ūkio Bankas es un banco comercial lituano con sede en Kaunas. Más del 50% de las acciones son propiedad del empresario lituano Vladimir Romanov que por lo tanto mantiene el control del banco. Es el quinto mayor banco privado de Lituania y el más antiguo. El banco cotiza en la bolsa NASDAQ OMX Vilnius.
El banco está creciendo rápidamente, desde su comienzo en 2005 Ūkio Bankas ha abierto 12 sucursales en Lituania. Ūkio Bankas también tiene oficinas representativas en Rusia, Ucrania, Kazajistán y Escocia.
En octubre de 2006, durante una conferencia sobre el nuevo portal Delfi.lt Vladimir Romanov anunció sus planes de vender su participación a un inversor estratégico. GE Money, una filial de General Electric, es uno de los posibles compradores mencionados por Romanov.
En común con otros bancos Ūkio Bankas ha sufrido los efectos de la crisis financiera y a 26 de agosto de 2008 la agencia de calificación internacional Standard & Poor's rebajó su calificación de estable a perspectiva negativa.
La organización es patrocinadora de las camisetas del Heart of Midlothian F.C. y del FBK Kaunas.